# Верхній Пішляй
Верхній Пішля́й (рос. Верхний Пишляй, ерз. Емла Пишляйня) — село у складі Атюр'євського району Мордовії, Росія. Входить до складу Стрільниковського сільського поселення.
Населення — 64 особи (2010; 74 у 2002).
Національний склад станом на 2002 рік:
- татари — 66 %
- мордва — 33 %